# فولكس فاغن غولف 2
فولكسفاغن غولف 2 هي الجيل الثاني من سيارة فولكسفاغن غولف، بعد النجاح الأسطوري للنموذج الأول. وقد تم إدخال هذا الجيل الثاني في ألمانيا في خريف عام 1983.

## 1984
يناير 1984: سيارة غولف الجديدة 2 «GTI ديزل» هو متاح. هذه هي لعبة غولف GTD: ديزل تيربو مع جماليات GTI (1600 سم 3 النامية 70 حصان وتصل سرعتها القصوى إلى حوالي 160 كم / ساعة).
مارس 1984: غولف GTI الجديدة يصل في السوق الفرنسية. فقد تم إعادة تصميمها بالكامل، الجسم أكثر اتساعا لديها قاعدة عجلات مختلفة، والتعليق والتوجيه التغييرات. المحرك هو واحد من المبادرة العالمية للتصنيف القديم 1800 (1 800 سم 3 النامية 112 حصانا لتصل سرعتها القصوى من 191 كم / ساعة). في الفرامل، وتلقت مكابح قرصية في الخلف. كل في واو 150 102
أغسطس 1984: الألمانية وأسواق الولايات المتحدة تزويد المحرك مع الأنواع الحفاز.
أكتوبر 1984: وصول جي تي جيتا. ويستخدم محرك نفس سيارة غولف GTI. وهو يتميز المصابيح الأمامية للغولف مصبغة ومستطيلة إلى العمق مع صندوقها الخلفي أكبر، فهي خلافات شكلية فقط.

## 1985
يناير 1985: الحاجز سيارة غولف GTI لديها الآن سلسلة من أربع العصي، والبصرية لحماية فريقي الروك، وعجلات من لوحات 14 '، وخلق مسار جديد.
مارس 1985: ذهب معلما من سبعة ملايين نسخة (جميع الموديلات).
وقد تميز صيف عام 1985 من قبل وصول أول رياضي حتى أكثر من GTI. هذا هو 16S سيارة غولف GTI (1800 سم 3 النامية 139 حصان). بنيت هذه 16S GTI بالكامل من قبل شركة فولكس واجن على عكس سابقتها لعبة غولف اوتينجر 1.6 الذي كان نتيجة للمعد الذي يحمل نفس الاسم. الاسطوانة هو مختلف تماما. على مستوى التوزيع، ويتم التدريب بواسطة حزام، وسلسلة 1. وقد خفضت "16S GTI" تعليق (1 سم أقصر من 8S) الإشعال الإلكترونية ونظام العادم كامل مع الإنتاج المزدوج. و16S سيارة غولف GTI لديه أمام نوافذ كهربائية وقفل مركزي. والثمن هو: 105 500 F (3 أبواب) و550 109 F (5 أبواب.
- المقاعد الخلفية القابلة للطي بشكل منفصل: 2195 F
- غسالات للمصابيح الأمامية: 1475 F
- توجيه 5130 F
- مرايا كهربائية ساخنة: 2470 F
- الميكانيكية فتحة: F 3315

## 1986
أبريل 1986 م: يتم تسويقه في 16S سيارة غولف GTI في أربعة أبواب.
أغسطس 1986: ويتم تسويق لعبة غولف (4WD)، هو syncro للغولف (90 حصان و1800 سم 3 المحفز)

## 1987
مارس 1987: سيارة غولف GTI 8S يتلقى نظام الإشعال والإلكترونية Digifant حقن الوقود، وهذا النظام يقلل من استهلاك الوقود. نوع إف يصبح المحرك الذي كان PB.
ويتم تسويق جيتا 16S GT: أبريل 1987.
يوليو 1987: جميع الموديلات تلقي بعض التغييرات التجميلية:
```
*4 بارات مصبغة جديدة للجولف، وجيتا لمدة ثلاثة أشرطة.
*يتم توسيع مصبغة VW بالاحرف الأولى.
*يتم ترتيب جولة 
فولكس فاجن
 رمز في منتصف رافدة واسم النموذج هو على الجانب الأيمن.
*ومنحرف ثابت على الجبهة يتم حذف النوافذ، ويتم نقل المرايا إلى الأمام.
*المقاعد لها طلاء جديد، والأقمشة الرياضة البلاط.
*وتتم مراجعة الضوابط عجلة القيادة.
*على الجانب moldings هي أوسع.
*يعاد النظر في عجلة.
*جليد الحمم على 2 طائرات لكل منهما.
```

```
ونظام الكبح ABS الآن اختياري على كل النماذج.
```

```
يسمى GT جيتا جيتا جي تي إكس.
```

ديسمبر 1987: نسخة من «أرخص» من سيارة غولف GTI يصل في السوق الفرنسية. ويتميز هذا الإصدار الجديد ودعا للغولف كأس، ومحدودية المعدات (لا قفل مركزي، نوافذ كهربائية، قوة أو أي نظام التوجيه المعزز آليا)، من قبل «كأس» الشعار، وساق وسط بين النوافذ الجانبية سوداء مع ثلاثة خطوط حمراء، الأزرق والأخضر hubcaps ومحددة (أضواء ديكور: الأحمر والأزرق والأخضر). وهي متوفرة في 3 أبواب والألوان 5: أبيض، أسود، أحمر، أزرق معدني وفضي لامع للحصول على سعر قاعدة من 86 300F

## 1988
ويتم إنتاج نسخة جديدة محدودة من 16S سيارة غولف GTI 1200 نسخة: فبراير 1988. هذه هي مباراة للغولف 16S.
ويتميز هذا من جانب معدات محددة:
```
*عجلات BBS مع 15 "مع إطارات 185/55 VR15،
*الميكانيكية فتحة السقف
*نظام التوجيه المعزز آليا،
*شاشة LCD لوحة أجهزة القياس Digifiz اسمه،
*المقود ومقبض الباب والعتاد والجلود،
*والمصابيح الخلفية التي لديها أعلى يشوبها أسود،
*16S هي اختصار تليها ثلاثة فروع من الألوان،
*
رقم تسلسلي
 في المصدات الخلفية السفلى.
```

هذه اللعبة هي الوحيدة المتاحة في 3 أبواب والمعادن السوداء لسعر يتراوح بين 950 124 ف.
يونيو 1988: ومعلما من 10 ملايين نسخة من ذهب (جميع الموديلات).

## 1989
يونيو 1989: تسويق رالي لعبة غولف (5000 نسخة). ميكانيكيا هذه لعبة غولف لديه AWD syncro G60 والضاغط الذي يتصاعد قوته إلى 160 حصان. هذه «اللعبة الكبرى» بعض التغييرات التجميلية مقارنة مع أخته الصغيرة. مبالغ الأجنحة الأمامية والخلفية، ومصدات هي لون الجسم وتكون أكثر التغليف، والمرايا الكهربائية، ومصبغة والبصرية، ومستطيلة، والحافات هي 15 '. في الداخل، وbourlets المقاعد والمقود ومقبض الباب والجلود. أنه يحتوي على نظام الكبح ABS ونظام التوجيه.
يكلف 186 700 فهرنهايت (فتحة سقف اختيارية).
في نفس الوقت في ألمانيا، واحد يكتشف غولف المحدودة. هذه لعبة غولف (5 أبواب) مع ضاغط G60 (1800 سم 3 النامية 210 حصان)، ومعدات syncro هي آلة سباق حقيقي. وهو يتميز معدن لونه أسود فريدة من نوعها، مصدات الصغيرة، ومصبغة 2 المصابيح الأمامية التي تحيط بها زرقاء متفوقا، وفتحة سقف، تكييف الهواء، ومقاعد جلدية ساخنة وعجلات BBS RM 15 '. لسوء الحظ، سيكون متوفرا في ألمانيا، وسيتم إنتاجها بكميات محدودة للغاية (71 نسخ، 1 للاختبار).
تصل سرعتها القصوى تصل إلى 231 كلم / ساعة.
لديه لوحة رقم في مقصورة المحرك.
وسيكون هذا أسرع للغولف قبل وصول R32 الرابع للغولف.
يوليو 1989: تم تجهيز الآن 16S سيارة غولف GTI و8 مع مصدات الأمامية والخلفية مع مصابيح الضباب المدمجة القياسية في الدقيقة الجانب moldings، والأسود نديربودي يغلف أكثر.
أغسطس 1989: لعبة غولف توربو ديزل من 70 حصانا إلى 80 حصانا.
أكتوبر 1989: ومعلما من 11 مليون نسخة من ذهب (جميع الموديلات).

## 1990
يناير 1990: تسويق القطري للغولف (1800 CM3 يتطور 98 حصان وتصل سرعتها القصوى 155 كم / ساعة).
هذه لعبة غولف هو حقن syncro الغولف والكربوهيدرات وليس على الذي المطعمة إطار مزدوج من أجل تحقيق مكاسب من ارتفاع الجسم. وقد تم تسويقه 90-91. بعض النماذج هي 92 بشأن الفريق الاستشاري لأنها ظلت غير المباعة لبعض الوقت. وجاءت جميع إصدارات خارجا مع المحرك 1.8L نفسه من 98 حصان. مستوى كان متوفرا في اللون: اللون الرمادي والأحمر والأخضر والأزرق والأبيض. اختياريا، يمكنك الحصول على جلد وقماش القنب سقف.
وتتميز النسخة الفاخرة (1500 نسخة) "chrompacket" من قبل:
```
فريدة من نوعها اللون الأسود،
شريط الكروم الثور،
1 مسند خلفي الكروم،
مقصورة داخلية من الجلد البيج،
من جانب الكروم تشغيل لوحات،
غطاء العجلة الاحتياطية الكروم
1 فتحة سقف كهربائية بانورامية (اختياري).
```

في تلك السنة، في سيارة غولف GTI يزيد عن مليون نسخة و12 مليون (جميع الموديلات).
فبراير 1990: تسويق لعبة غولف G60 (1800 سم 3 النامية 160 حصان لتصل سرعتها القصوى 216 كم / ساعة) بسعر 135750 ف.
ويتميز ذلك عن طريق:
```
تخرج لتصل إلى 260 متر (مثل 16S).
عجلات مع النسخة رالي 15 '(أو BBS) مع إطارات 185/55 VR15،
نظام التوجيه المعزز آليا،
ABS، ونظام منع الانزلاق EDS (اختياري، قد يكون من النماذج الأجنبية؟)
G60 بالاحرف الأولى حمراء على مصبغة والمريلة،
امتدادا لأجنحة على نطاق أوسع في الأمام والخلف،
من أقراص الفرامل الأمامية من 280 ملم (مطابقة للجولف VR6 3 بعد ذلك)،
قرص القابض بشكل أكبر

الزجاج الأمامي
 لاصق وثابتة لا.
```

اختياري:
```
غسالات للمصابيح الأمامية: 1360 F،
لقاح مرشح،
المرايا الكهربائية: 2280 F،
الميكانيكية فتحة: F 1640،
كهربائي فتحة السقف،
حزام تعديل الارتفاع (اختيارية في باب-3)،
عداد رقمي،
تعديل الأمامي في الارتفاع،
نظام تثبيت السرعة،
مقاعد جلدية ساخنة: 12 530 F،
مكيف: 9840 F،
القفل التفاضلي الأمامي: 2080 F،
المقاعد الخلفية القابلة للطي بشكل منفصل: F 2080،
مقعد البدلاء مع دعم الرأس الخلفية،
الطلاء المعدني 1640 F،
الطلاء المعدني: F 2880.
```

خلال عام 1990، هبطت النسخة الثانية محدودة من 16S سيارة غولف GTI في السوق الفرنسية. هذا هو واحد طبعة لعبة غولف.
ويتميز ذلك عن طريق:
```
*الصلب الحافات BBS RM 15 '(إطارات 195/50 آر 15)،
*1 
الميكانيكا
 فتحة سقف (على بعض النماذج في الخارج، فإنه قد لا تكون موجودة)،
*ونوافذ كهربائية،
*نظام التوجيه المعزز آليا،
*المقود ومقبض الباب والعتاد والجلود،
*محدد المفروشات والسجاد والمتصدر عناوين، كل ما في 
وموريس
 (زرقاء مقاعد ريكارو اختياري)
*يعكس الخارج في لون الجسم،
*على النوافذ الجانبية الخلفية والنافذة الخلفية هي مطلي،
*لاصقة شعار «الطبعة الأولى» على غطاء محرك السيارة
*شعار «
فولفسبورغ
 طبعة» على المصدات الأمامية،
*والمصابيح الخلفية السوداء التي لديها ملون العليا،
*بدوره إشارات بيضاء في الجبهة،
*ومصبغة لايوجد أحمر متفوقا.
```

هذه لعبة غولف لا يتوفر إلا في 3 أبواب (بالنسبة لبلادنا، وانما هي في 5P syncro)، وهيئة الألوان الثلاثة: - لمعان معدني أسود - رمادي لؤلؤ لامع (PM 91) أو الكوارتز رمادي لامع (PM 90)، - خمري اللؤلؤ.

## 1991
نهاية 1991: نهاية تسويق الإنتاج 2 للغولف بعد الوحدات 6301000.